# Alf Palema
Alf Palema, född 25 maj 1989 i Illinois i USA, död 29 april 2013 i Edsvära i Västra Götalands län i Sverige, var en amerikansk varmblodig travhäst. Han tränades av Per K. Eriksson.
Alf Palema tävlade åren 1991–1992 och sprang in 6,6 miljoner kronor på 25 starter varav 7 segrar, 4 andraplatser och 1 tredjeplatser. Han inledde karriären som tvååring med två segrar på nio starter. Som treåring utvecklades han till en av årskullens allra främsta. Han tog karriärens största segrar i Hambletonian Stakes (1992), World Trotting Derby (1992), Zweig Memorial (1992) och New Jersey Stakes (1992). Han utsågs till "Årets 3-åring" och "Årets Häst" i USA 1992.
Han importerades till Sverige 1992 och var verksam som avelshingst vid Stuteri Palema i Edsvära i Västra Götalands län. Han har blivit utsedd till Elithingst för sin utomordentligt goda förärvning som avelshingst. Han har lämnat efter sig stjärnor som Gidde Palema (1995), Rydens Sensation (1996), Royal Gull (1997), Yatzy Brodda (1997), Gazza Degato (2000), Torvald Palema (2001), Colombian Necktie (2002), Vala Boko (2003) och Simb Ruby (2006).